# Neerbeek (dorp)
Neerbeek (Nirbik, in plaatselijk dialect) is een dorp in de gemeente Beek, in de Nederlandse provincie Limburg. Het dorp heeft ongeveer 2400 inwoners.

## Etymologie
De naam kan worden verklaard uit de ligging die neer- of stroomafwaarts gelegen is aan de Keutelbeek ten opzichte van Beek.

## Geschiedenis
Het dorp werd voor het eerst schriftelijk vermeld in 1225. De scheiding van de twee gebieden kwam in 1661 tot stand als gevolg van het Partagetraktaat. Sindsdien sprak men van een kerkdorp Staats-Neerbeek en het gehucht Spaans Neerbeek. Het laatste behoorde tot de Zuidelijke Nederlanden, maar kwam in 1839 toch aan Nederland. 
De aanleg van de Staatsmijn Maurits leidde tot uitbreiding van Neerbeek. In 1931 kwam er een eigen parochiekerk. In de 2e helft van de 20e eeuw bouwde men woonwijken in noordwestelijke richting, tot tegen de Provinciale weg en de Rijksweg 76. Spaans Neerbeek werd kort na 1965 volgebouwd door Geleen.
Neerbeek werd tijdens de Tweede Wereldoorlog op 17 september 1944 bevrijd.

## Bezienswaardigheden
- De Sint-Callistuskerk met pastorie, van 1932-1933, werd ontworpen door architect Alexander Kropholler.
- Bij de kerk staat het Bevrijdingsmonument, in de vorm van een Helig Hartbeeld.
- Heilig-Hartkapel, aan Fattenbergstraat, bakstenen wegkapel van 1918, met pinakels aan de voorzijde.
- Woonhuis Neerbeekerstraat 13, een vakwerkhuis met mogelijk 18e-eeuwse kern.
- Boerderij Spaubeekerstraat 8, van 1863.

Zie ook
- Lijst van rijksmonumenten in Neerbeek

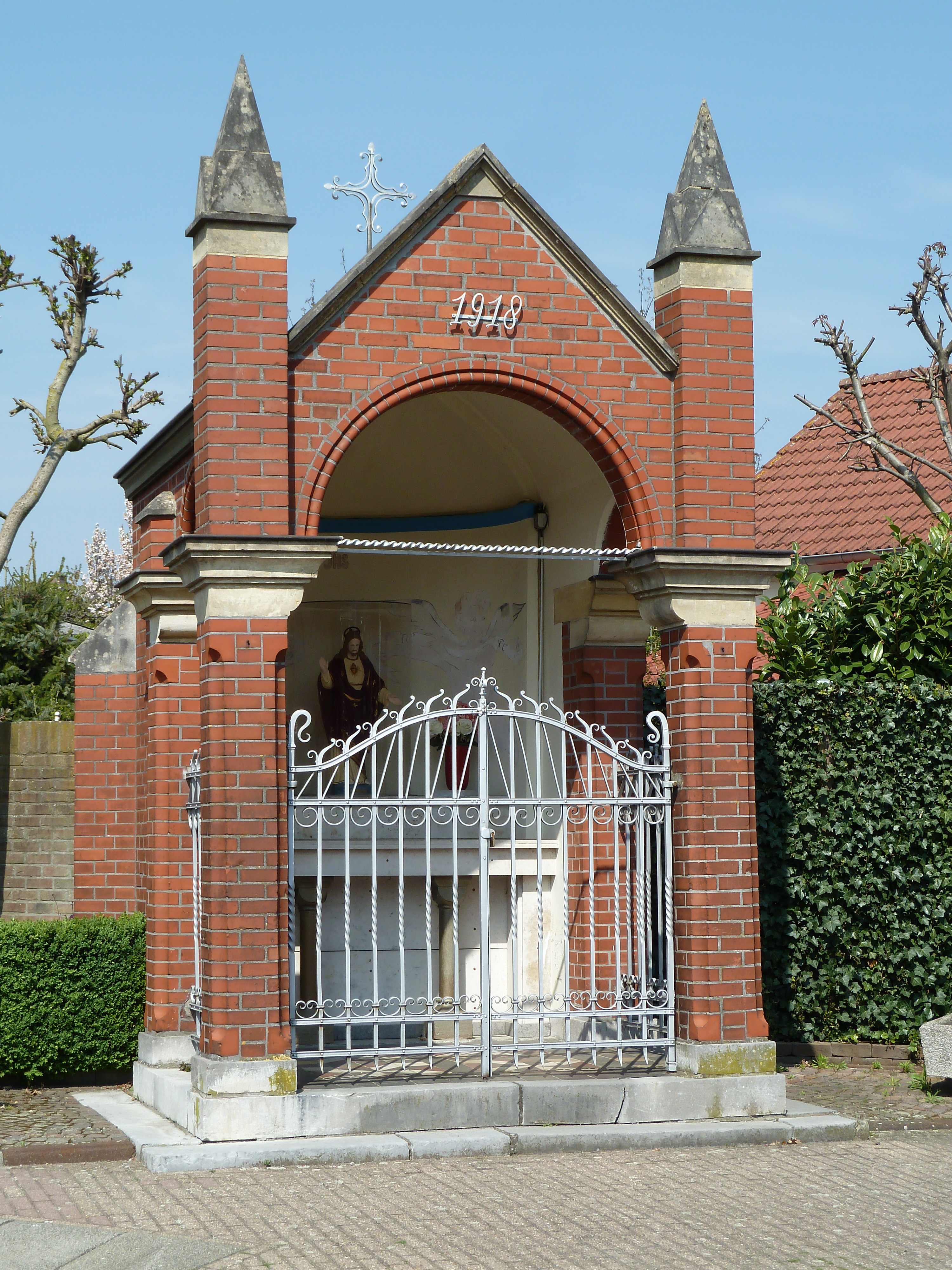
Heilig-Hartkapel

## Natuur en landschap
Neerbeek ligt op het Plateau van Graetheide op een hoogte van ongeveer 73 meter, naar het noorden, westen en zuidwesten ingeklemd tussen bebouwing en chemiebedrijven. Het wordt vanouds doorstroomd door de Keutelbeek, maar deze is geheel overkluisd. Naar het zuidoosten toe begint het open gebied en ligt de helling naar het Centraal Plateau. Hier vindt men ook het Vrouwenbos. In de bodem van Neerbeek ligt de Neerbeekbreuk.

## Voorzieningen
De Prins Mauritslaan - Rijksweg-Zuid is de voornaamste verbinding tussen Geleen en Neerbeek. Als gevolg van de geografische ligging maakt Neerbeek meer gebruik van de voorzieningen van Geleen dan van die van Beek.
In Neerbeek is een brede school (De Bron), een voetbalveld en voorzieningen als cafés, twee restaurants en een cafetaria.
Er is een Versmarkt in het dorp, centraal gelegen in het dorp, met o.a. een slager, een bakker en een groenteboer.
Ten zuiden van het dorp ligt het Vrouwenbos.

## Sport
In 1957 werd er in Neerbeek een handbalvereniging opgericht, genaamd Blauw-Wit. De vereniging kende een rijke historie, het behaalde driemaal het landskampioenschap, tweemaal de nationale beker en eenmalig de supercup. De thuishaven van Blauw-Wit was in Sporthal de Haamen. In 1998 fuseerde Blauw-Wit met hal-genoot HV Caesar uit Beek tot HV BFC. 
Ook is er sinds 1978 een amateurvoetbalclub genaamd RKVV Neerbeek.

## Nabijgelegen kernen
Beek, Geleen, Spaubeek, Genhout